# Port lotniczy Papa Westray
Port lotniczy Papa Westray (kod IATA: PPW, kod ICAO: EGEP) – port lotniczy położony na wyspie Papa Westray w archipelagu Orkadów, w Szkocji.
Od 1967 z lotniska odbywają się loty na pobliską wyspę Westray. Jest to najkrótsze połączenie lotnicze na świecie. Oba lotniska dzieli 2,7 km w linii prostej. Lot trwa około 2 minut, a samoloty wznoszą się na wysokość niespełna 80 metrów nad poziom morza. Ze względu na czas przelotu rejs trafił do księgi rekordów Guinnessa. Korzystającymi z lotniska są mieszkańcy wyspy chcący skorzystać z usług zlokalizowanych na innych wyspach archipelagu (niektórzy z nich latają na Kirkwall kilka razy w tygodniu) oraz turyści przybywający na Papa Westray w celu odbycia najkrótszego lotu. Realizowane są także połączenia na wyspę North Ronaldsay i do Kirkwall. Wszystkie loty z Papa Westray są obsługiwane przez brytyjskie linie Loganair.

## Linie lotnicze i połączenia
| Linia Lotnicza | Kierunek                                  |
| -------------- | ----------------------------------------- |
| Loganair       | 1. Kirkwall 2. North Ronaldsay 3. Westray |